# Évodoula
Évodoula är en ort i Kamerun.   Den ligger i regionen Centrumregionen, i den sydvästra delen av landet, 40 km nordväst om huvudstaden Yaoundé. Évodoula ligger 562 meter över havet och antalet invånare är 1 521.
Terrängen runt Évodoula är lite kuperad. Trakten runt Évodoula är ganska tätbefolkad, med 149 invånare per kvadratkilometer. Det finns inga andra samhällen i närheten. I omgivningarna runt Évodoula växer i huvudsak städsegrön lövskog.